# Venezuelarall
Venezuelarall (Rallus wetmorei) är en starkt utrotningshotad fågel i familjen rallar inom ordningen tran- och rallfåglar. Den förekommer enbart i ett mycket litet område i norra Sydamerika, i kustnära nordöstra Venezuela.

## Utseende och läten
Venezuelarallen är en medelstor (24–27 cm) och huvudsakligen brunfärgad rall. På huvudet syns olivbrun hjässa, ljust gulbrunt ögonbrynsstreck, mörkgrå tygel och rödbrunt öga. Näbben är relativt slank och rak, olivgrön i färgen med ljusare brunt vid nedre näbbhalvans rot. Resten av ansiktet och undersidan är beigebrun, med ljusare strupe och på nedre delen av buken mer åt skärbeige, med ibland vitaktiga undre stjärttäckare. Även ovansida och stjärt är beigebruna streckade i svartbrunt, men vingpennorna mörkbruna.
Benen är olivbruna.
Bland lätena höra högljudda och snabba serier med "kek-kek-kek... kek-kek-kek...", ofta framförda i duett och föregångna av mjuka, morrande ljud från den andra fågeln. Hanens spel består av en jämn serie med hårda "kek".

## Utbredning och levnadssätt
Fågeln förekommer i träsk vid kusten i nordvästra Venezuela, från som mest nio lokaler (men under senare år endast fem) i östra Falcón, norra Carabobo och Aragua. Den verkar vara stannfågel i kustnära mangroveträsk eller säsongsmässigt översvämmade brackvattenslaguner och våtmarker med Batis maritima. En hona i häckningstillstånd har hittats i april, en hane med förstorade testiklar i maj och en ungfågel i september. Information om föda saknas.

## Status och hot
Idag är arten i stort sett känd från endast tre lokaler och uppskattas ha en mycket liten världspopulation bestående av mellan 50 och 200 vuxna individer. Den tros också minska i antal på grund av exploatering av dess levnadsmiljö. Internationella naturvårdsunionen IUCN anser den därför vara hotad och placerar den i hotkategorin starkt hotad (EN).

## Namn
Artens vetenskapliga artnamn hedrar den amerikanske ornitologen Alexander Wetmore (1886-1978).